# Nikolaus Wasser
Nikolaus Wasser (* 22. September 1906 in Bonn; † 28. Juli 1973 in Berlin) war ein deutscher Kommunist und Widerstandskämpfer gegen den Nationalsozialismus. Er überlebte das KZ Sachsenhausen.

## Kindheit und Jugend
Nikolaus Wasser war der Sohn von Matthias und Josefine Wasser, geb. Heinen. Sein Vater war Porzellandreher. Er war das dritte von sechs Kindern und der einzige Junge der streng katholischen Familie. Seine Kindheit verbrachte er in ärmlichen und entbehrungsreichen Verhältnissen. Im Alter von sechs Jahren musste auf einem Bauernhof zum Lebensunterhalt der Familie beitragen. Wasser besuchte acht Jahre die Volksschule in Kessenich und ließ sich danach bei einem Onkel zum Former in einer Gießerei in Dottendorf ausbilden.

## Partei- und Organisationszugehörigkeit
Wasser trat während seiner Ausbildung in die Gewerkschaft der Metallarbeiter ein und wurde Mitglied der Sozialistischen Arbeiter-Jugend. 1922 trat er in den Kommunistischen Jugendverband ein. Im Zuge der politischen Kämpfe in der Weimarer Republik leitete Wasser eine Gruppe von fünf Mitgliedern des illegalen Roten Frontkämpferbunds, die Funktionäre und Versammlungen mit Waffen gegen Überfälle schützen sollte.

## Machtergreifung und „Schutzhaft“
Wenige Wochen nach der Machtübernahme der NSDAP wurde Wasser verhaftet und ins Emsland transportiert. Dort verbrachte er die zweite Jahreshälfte von 1933 in „Schutzhaft“ im KZ Börgermoor und wurde zur schwersten Moorarbeit herangezogen.

## Verurteilung und KZ
Nach seiner Freilassung schloss Nikolaus Wasser sich dem Widerstand an, leitete die KPD-Zelle in Bonn-Süd und lebte in der Illegalität. 1935 wurde er von der Gestapo verhaftet und bis zu seiner Verurteilung durch das Oberlandesgericht Hamm mehrfach durch die Gestapo in der Kölner Krebsgasse gefoltert. Er berichtete in seinen Erinnerungen von grausamen Misshandlungen und nennt drei Namen seiner vier Folterer: Trierweiler, Hoegen und Brodesser. Bei dem vierten handelte es sich vermutlich um den Kölner Gestapo-Sekretär Kütter.
Mai 1936 wurde Nikolaus Wasser zu sechseinhalb Jahren Haft verurteilt. Seine Haft verbrachte er bis zum Jahre 1942 im Zuchthaus Siegburg, dann wurde er in das KZ Sachsenhausen überstellt. Dort blieb er bis zur Evakuierung des Lagers durch die SS im Jahre 1945.

## Nach dem Krieg
Nikolaus Wasser lernte nach dem Krieg Käthe Schiftan kennen. Das Paar heiratete 1948 und hatte eine gemeinsame Tochter. Wegen seiner durch das KZ angegriffenen Gesundheit konnte Wasser seinen alten Beruf als Former nicht mehr ausüben. Er arbeitete in Ost-Berlin als Lager- und Niederlassungsleiter und ab 1952 als Schulungsleiter der Handelsorganisation (HO). 1963 wurde Wasser wegen gesundheitlicher Probleme frühverrentet. Er verstarb nach einer doppelseitigen Lungenentzündung 1973 in Berlin.

## Autobiografie
- Horst Pierre-Bothien (Hrsg.): Bonner Kommunist und Widerstandskämpfer. Erinnerungen (1906 - 1945), Stadtmuseum Bonn, 1999, ISBN 978-3-931878-09-2.